# Zhang Yitang
Zhang Yitang (chiń. upr. 张益唐; pinyin Zhāng Yìtáng) – chiński 
matematyk zajmujący się teorią liczb.
17 kwietnia 2013 roku ogłosił dowód, że istnieje nieskończenie wiele par kolejnych liczb pierwszych oddalonych o najwyżej 70 milionów. Jest to duży krok w stronę odpowiedzi na pytanie czy istnieje nieskończenie wiele bliźniaczych liczb pierwszych.
W 2014 roku wygłosił wykład sekcyjny na Międzynarodowym Kongresie Matematyków w Seulu.